# Furto su misura
Furto su misura (The Happy Thieves) è un film del 1961 diretto da George Marshall.
Il soggetto è tratto dal romanzo The Oldest Confession di Richard Condon. Prodotto e interpretato da Rita Hayworth, fu un fiasco di pubblico e di critica.

## Trama
Un prezioso dipinto, la Venere e Cupido di Diego Velázquez, appartenente alla duchessa Blanca, viene rubato di notte dal suo castello in Spagna da uno dei suoi ospiti, Jimmy Bourne, che sostituisce l'opera originale con un duplicato. Il disinvolto ladro gentiluomo passa quindi il dipinto alla sua complice dei crimini, Eve Lewis. Tuttavia, l'opera d'arte viene successivamente rubata da un uomo che agisce per conto del dottor Victor Muñoz, cugino della duchessa.
Eve vuole andare avanti, ma Victor ricatta lei e Jim, chiedendo loro di rubare un famoso dipinto, Il 2 maggio 1808 di Francisco Goya dal Museo del Prado di Madrid. Una copia esatta del dipinto è stata creata dall'artista Jean Marie Calbert, ed è prevista una sostituzione durante la corrida d'addio di un famoso toreador, Cayetano, che la duchessa intende sposare.
Durante la corrida, Victor spara segretamente a Cayetano per creare un diversivo che aiuti il furto d'arte. La notizia della morte del toreador si diffonde rapidamente in tutta la città e distrae le guardie del Museo del Prado, permettendo a Jim e Jean di iniziare a scambiare i due grandi dipinti. Jean lascia improvvisamente la stanza prima che abbiano finito, ma Eve arriva in tempo per aiutare Jim a completare il cambio prima che le guardie tornino.
Più tardi, Jean si presenta e va con Jim a casa di Victor, dove lo trovano morto. Vengono quindi incastrati per questo omicidio dalla duchessa, che aveva ucciso Victor per vendicare la morte di Cayetano. Usando il dipinto di Goya rubato come merce di scambio, Jim negozia con le autorità e assicura la libertà a Jean e una pena detentiva ridotta per se stesso. Eve giura di aspettarlo.

## Produzione
Il film venne prodotto dalla casa di produzione della Hayworth, la Hillworth Productions, e distribuito dalla United Artists. Il produttore esecutivo del film era l'allora marito della Hayworth, James Hill. Durante le prove della corrida, si può ascoltare una melodia basata sulla canzone Gernikako Arbola. Il film venne accolto male; in seguito Rex Harrison lo descrisse come "spazzatura assoluta".

## Distribuzione
Il film ebbe la prima proiezione a Chicago il 20 dicembre 1961. In Italia, distribuito dalla Dear Film, ottenne il visto di censura n. 36.596 del 23 gennaio 1962 per una lunghezza della pellicola di 2.424 metri.

## Galleria d'immagini

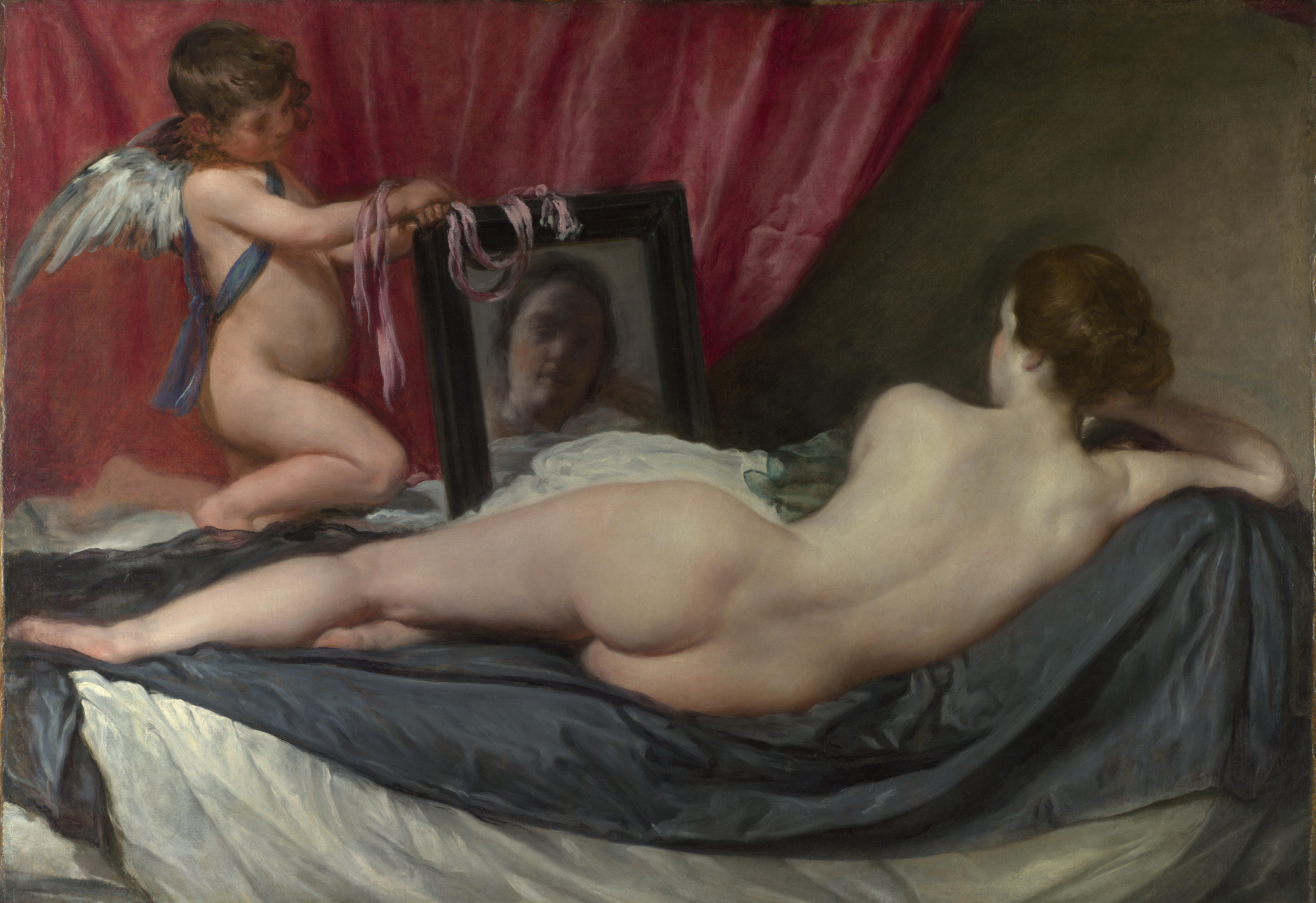
Il dipinto rubato dal castello è Venere e Cupido di Diego Velázquez.
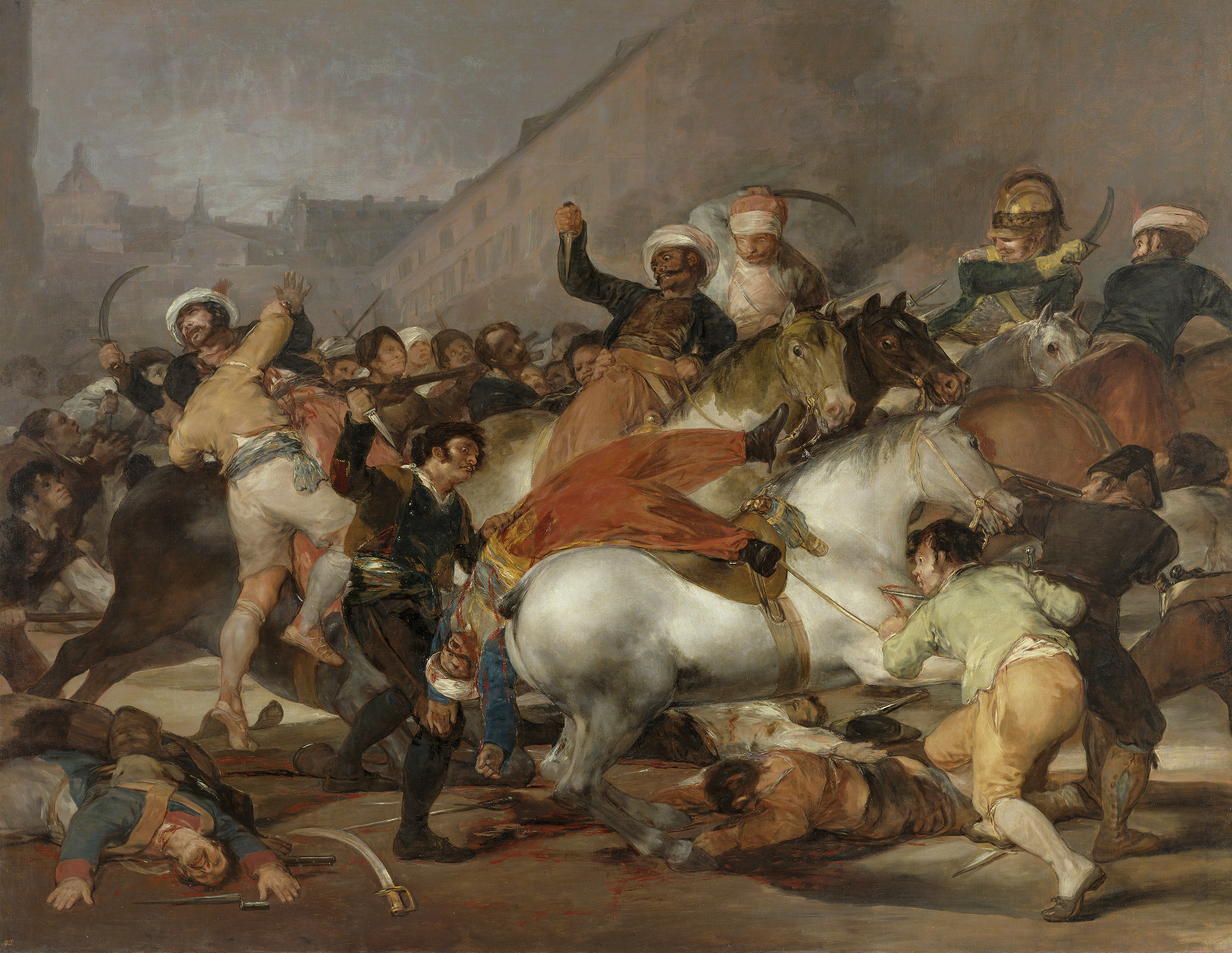
Il dipinto che si progetta di rubare dal Museo del Prado è Il 2 maggio 1808 di Francisco Goya.
La copertura per lavorare al Prado è dipingere una copia di Il 3 maggio 1808 di Goya.